# Dąbrowa Nowa
Dąbrowa Nowa – wieś w Polsce położona w województwie wielkopolskim, w powiecie nowotomyskim, w gminie Kuślin.
Osada pochodzenia olęderskiego. Pod koniec XIX wieku Dąbrowo Nowe liczyło 12 dymów i 84 mieszkańców (78 ewangelików i 6 katolików). W latach 1975–1998 miejscowość należała administracyjnie do województwa poznańskiego.